# Deutscher Curling-Verband
Der Deutsche Curling-Verband e. V. (DCV) wurde im März 1966 mit dem Zweck gegründet, den Curling-Sport auf allen Ebenen zu fördern, seine Sportlichkeit und Fairness im Sinne des „Spirit of Curling“ zu wahren und zu pflegen.

## Curling in Deutschland
Die ersten Meisterschaften der Herren wurden im Jahr 1966 veranstaltet, die der Damen erstmals 1975. Einen ersten internationalen Erfolg konnten deutsche Curler bei der Europameisterschaft der Herren 1977 in Oslo und bei der Europameisterschaft der Damen 1980 in Kopenhagen mit je einer Bronzemedaille verbuchen. Dann folgte Gold bei der Europameisterschaft 1984 in Morzine. Ein Jahr später gelang dies auch der Herrenmannschaft bei der Europameisterschaft in Grindelwald. Das erste olympische Gold gewannen die Damen des DCV bei den Olympischen Winterspielen 1992 in Albertville. Zu dieser Zeit war Curling noch eine Demonstrationssportart, noch im selben Jahr wurde die World Curling Federation vom IOC als Wintersport-Föderation anerkannt. Endgültig wurde Curling im Jahr 1998 offiziell in das olympische Programm aufgenommen.
Der Sitz des Deutschen Curling-Verbands befindet sich auf dem Gelände des Bundesstützpunkts für Eishockey und Curling in Füssen.

## Mitglieder
Stand November 2023 sind folgende 18 Vereine Mitglied im DCV:
- Curling Club Konstanz – Konstanz
- Curling Club Mannheim – Mannheim
- Baden Hills Golf und Curling Club – Rheinmünster
- Curling Club Schwenningen – Schwenningen
- Curling Club Füssen – Füssen
- Curling Club Riessersee – Garmisch-Partenkirchen
- EC Oberstdorf – Oberstdorf
- Curling Club Mangfalltal – Bruckmühl
- Curling in Berlin – Berlin
- Berliner Schlittschuhclub – Berlin
- Curling Club Hamburg – Hamburg
- Eintracht Frankfurt – Frankfurt am Main
- Kölner Eis-Klub – Köln
- 1. SCV Geising – Geising
- Chemnitzer Eislauf Club – Chemnitz
- 1. Thüringer Curling-Verein Erfurt – Erfurt
- GSC Erfordia 1916 – Erfurt
- Eissportclub Ilmenau – Ilmenau